# خونریزی در اوایل بارداری
خونریزی در اوایل بارداری (early bleeding pregnancy) یکی از نگرانی‌های شایع بارداری تا قبل از هفته ۲۴ بارداری یعنی سه‌ماهه اول و دوم بارداری می‌باشد. رایج‌ترین علت این خونریزی و لکه بینی‌ها هماتوم بارداری، بارداری خارج رحمی و تهدید به سقط جنین است. اغلب سقط جنین قبل از هفته ۱۲ بارداری اتفاق می‌افتد. خونریزی بعد از هفته ۲۴ بارداری علت‌های جدی تر دیگری دارد.

## دلایل خونریزی در بارداری
علت خونریزی و لکه بینی در بارداری بیشتر بستگی به این دارد که در سه‌ماهه اول بارداری یا سه‌ماهه دوم و سوم اتفاق می‌افتد. در حدود ۱۲٪ از زنان باردار در ۱۲ هفته اول بارداری خونریزی مشاهده می‌شود. علل احتمالی خونریزی در سه‌ماهه اول عبارتند از:
خونریزی لانه گزینی: ممکن است خونریزی در اوایل بارداری به دلیل کاشته شدن تخمک بارور در دیواره رحم باشد. این خونریزی بسیار سبک است و از چند ساعت تا حد اکثر سه روز ادامه دارد. ۱۰ تا ۱۴ روز بعد از لقاح ممکن است دیده شود.
سقط جنین: از آنجا که احتمال سقط جنین در ۱۲ هفته اول بارداری بسیار بالاتر از زمان‌های بعدی است ممکن است خونریزی یا لکه بینی در این دوران نشانه ای از سقط جنین باشد. البته این نکته را هم بدانید که الزاماً خونریزی در سه ماه اول نشانه سقط نیست و ممکن است تنها تهدید به سقط باشد. سایر علائم سقط جنین، شامل دردهای شدید در قسمت تحتانی شکم و خروج بافت‌های لخته مانند از واژن است.
خونریزی سابکرونیک یا هماتوم: این خونریزی زمانی است که خون بین رحم و غشا حاملگی وجود دارد. این یک دلیل مداوم خونریزی واژینال در طول سه‌ماهه اول و دوم بارداری است.
حاملگی خارج رحمی: در این یک بارداری، جنین به جای لانه گزینی در رحم در لوله‌های فالوپ کاشته می‌شود و رشد می‌کند. این نوع بارداری برای مادر بسیار خطرناک است و در صورت رشد زیاد جنین می‌تواند منجر به پاره شدن لوله‌های فالوپ و خونریزی شدید شود که می‌تواند تهدید کننده زندگی مادر باشد.
حاملگی مولار: که به آن بیماری تروفوبلاستیک بارداری نیز گفته می‌شود نیز باعث خونریزی در بارداری می‌شود. این وضعیت بسیار نادر است که در آن تمام علائم بارداری وجود دارد اما لقاح به درستی انجام نشده‌است و به جای جنین بافت‌های غیرطبیعی در رحم رشد می‌کند. در موارد نادر، این نوع بافت سرطانی است و می‌تواند در سایر نقاط بدن گسترش یابد.
تغییرات دهانه رحم: در دوران بارداری خون اضافی به دهانه رحم پمپاژ می‌شود. مقاربت یا آزمایش پاپ اسمیر، که باعث تماس با دهانه رحم می‌شود، می‌تواند باعث تحریک و خونریزی شود. این نوع خونریزی باعث نگرانی نمی‌شود و کوتاه مدت است.
عفونت: هرگونه عفونت در گردن رحم، مهبل یا عفونت مقاربتی (مانند کلامیدیا، سوزاک یا تبخال تناسلی) می‌تواند باعث خونریزی در سه‌ماهه اول بارداری شود.
علت خونریزی در سه‌ماهه دوم و سوم
خونریزی غیرطبیعی در اواخر بارداری جدی تر و نگران کننده تر است و در صورت مشاهده هرگونه خونریزی در سه‌ماهه دوم یا سوم سریعاً با پزشک خود تماس بگیرید.
کندگی جفت: در موارد نادر، جفت قبل از پایان بارداری یا در حین زایمان قبل از به دنیا آمدن نوزاد از دیواره رحم جدا می‌شود. قطع جفت می‌تواند برای مادر و نوزاد بسیار خطرناک باشد. زیرا برای مادر خطر خونریزی ایجاد می‌کند و به دلیل اکسیژن رسانی و تغذیه رسانی به جنین از طریق جفت احتمال خفگی و به دنیا آمدن نوزاد مرده وجود دارد.
پارگی رحم: در موارد ناد، جای زخم‌های قبلی در رحم ممکن است در مراحل اولیه زایمان پاره شود. اغلب همراه با خونریزی و درد و حساسیت زیاد شکم است و در صورت تشخیص به موقع قابل کنترل است.
وازا پرویا: وضعیتی است که جفت به شکلی قرار می‌گیرد که عروق جنین از همان پرده‌ها عبور می‌کند و در سوراخ سرویکس آشکار نمی‌شوند. وازا پرویا می‌تواند برای جنین بسیار خطرناک باشد و از علل شایع خونریزی قبل از زایمان است.
زایمان زودرس: خونریزی واژن در اواخر بارداری ممکن است نشانه ای از زایمان زودرس باشد. چند روز یا چند هفته قبل از زمان زایمان، پلاک مخاطی که دهانه رحم را پوشانده‌است از مهبل خارج شده و معمولاً مقادیر کمی خون در آن وجود خواهد داشت. اگر قبل از هفته ۳۷ بارداری خونریزی و علائم زایمان آغاز شد، سریعاً با پزشک خود تماس بگیرید زیرا ممکن است نیاز به زایمان زودرس و سزارین باشد.

## پاتوفیزیولوژی
خونریزی در اوایل بارداری اغلب به علت شرایط مادر و جفت است و کمتر به شرایط جنین بستگی دارد. جفت پایین، هماتوم و زخم دهانه رحم و واژن می‌تواند از دلایل شایع آن باشد.

## درمان
از آنجا که خونریزی واژن در هر سه‌ماهه می‌تواند نشانه مشکلی باشد، در صورت مشاهده هر گونه خونریزی یا لکه بینی با پزشک خود تماس بگیرید. استراحت کنید. نزدیکی نداشته باشید. کار و فعالیت سنگین انجام ندهید. توصیه‌ها و داروهای پزشک را دقیق استفاده کنید.